# Kompostování

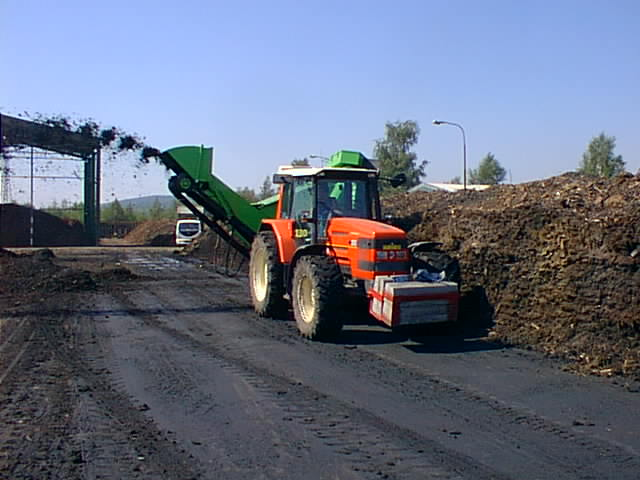
Jednou z nejdůležitějších operací při kompostování je překopávání (aerace).

Kompostování je biologická metoda využívání bioodpadu (BRO), kterou se za kontrolovaných podmínek aerobních procesů (tj. za přístupu vzduchu) a činností mikroorganismů přeměňuje bioodpad (BRO) na kompost.
Při kompostování hraje důležitou roli surovinová skladba, přesněji poměr uhlíku a dusíku (C:N), dostatečné množství strukturního materiálu, které dovolí přístup kyslíku, přítomnost mikroorganizmů a vhodná vlhkost kompostu.
V cizojazyčné literatuře se můžeme setkat s pojmem suché anaerobní kompostování (dry anaerobic composting): jedná se o zvláštní způsob výroby bioplynu (anaerobní digesci) technologií podobnou kompostování. Výsledný produkt se po procesu kompostuje aerobně a vzniká kompost.

## Rozdělení
Dle velikosti a způsobu kompostování rozeznáváme tři základní způsoby kompostování:
- Domácí kompostování
- Komunitní kompostování

Při domovním a komunitním kompostování je aerace zajišťována převážně přírodními fyzikálními pochody – difuzí a konvekcí, doporučuje se však provádět také manuální překopávání například vidlemi či lopatou minimálně jednou za půl roku.
- Průmyslové kompostování

Při průmyslovém (komunálním) kompostování se bioodpad zpracovává v centrálních kompostárnách, aerace je ve větší míře realizována mechanizovaným překopáváním pomocí překopávačů. Aeraci lze také zajistit nucenou aerací, kdy je výměna vzduchu do kompostovaného materiálu zabezpečena vháněním či odsáváním vzduchu.

## Fáze vzniku kompostu
Kompostování má 3 fáze:
- Termofilní fáze

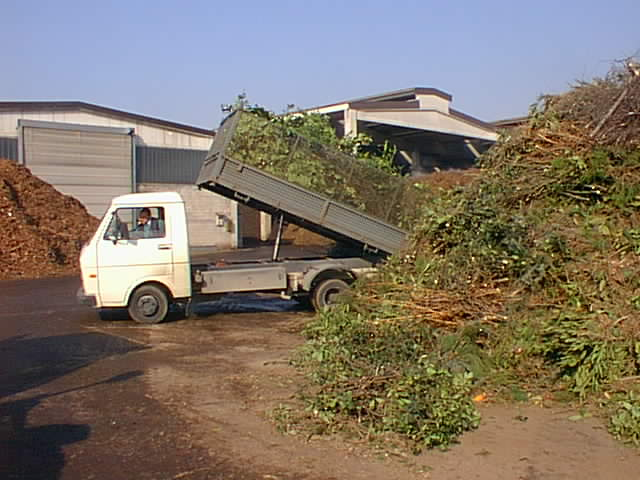
Odpady ze zahrad jsou snadno a často kompostovaným odpadem.

V této fázi dochází k zahřátí kompostu na teplotu 50-70 °C (optimum), pH klesá pod vlivem tvorby organických kyselin (octová, mravenčí, propanová, máselná). Zpočátku dochází k rozkladu snadno rozložitelných látek, jako jsou cukry, škroby, bílkoviny, lipidy, dále pokračuje rozklad hůře rozložitelných látek (celulóza, dřevovina). Je nutné zajistit dostatečnou aeraci (provzdušnění), například přehazováním.
- Fáze přeměny (mezofilní)

Teplota klesá na 40 až 45 °C. Při pohledu již nelze rozeznat původní složky kompostu. Činností žížal a dalších drobných živočichů se kompost homogenizuje a vzniká drobtovitá struktura.
- Fáze dozrávání

Teplota blízká okolí, pH opět stoupá, kompost získává konečný vzhled.

## Kompostovatelný odpad
Kompostovatelný odpad je biologicky rozložitelný odpad, z něhož vznikne během procesu kompostování kompost odpovídající některé ze tříd jakosti definovaných ve vyhlášce o biologických metodách zpracování biologicky rozložitelných odpadů. Lehce rozložitelné látky jsou látky, u kterých probíhá proces mineralizace a humifikace krátkou dobu nebo je možno je aplikovat i přímo (zejména zemědělské odpady, hnůj, rašelina aj.).